# Lophoptera ferruginea
Lophoptera ferruginea är en fjärilsart som beskrevs av George Francis Hampson 1905. Lophoptera ferruginea ingår i släktet Lophoptera och familjen nattflyn. Inga underarter finns listade i Catalogue of Life.